# Leichtathletik-Weltmeisterschaften 2017/Teilnehmer (Trinidad und Tobago)
| Gelbes Symbol für Goldmedaillen mit stilisierten Olympischen Ringen | Graues Symbol für Silbermedaillen mit stilisierten Olympischen Ringen | Braundes Symbol für Bronzemedaillen mit stilisierten Olympischen Ringen |
| ------------------------------------------------------------------- | --------------------------------------------------------------------- | ----------------------------------------------------------------------- |
| 1                                                                   | —                                                                     | 1                                                                       |

Von den Trinidad und Tobago wurden neun Athletinnen und 14 Athleten für die Leichtathletik-Weltmeisterschaften 2017 in London nominiert.

## Ergebnisse

### Frauen

#### Laufdisziplinen
| Athletin                                                            | Disziplin    | Vorlauf    | Vorlauf | Halbfinale         | Halbfinale         | Finale             | Finale             |
| Athletin                                                            | Disziplin    | Zeit       | Platz   | Zeit               | Platz              | Zeit               | Platz              |
| ------------------------------------------------------------------- | ------------ | ---------- | ------- | ------------------ | ------------------ | ------------------ | ------------------ |
| Michelle-Lee Ahye                                                   | 100 m        | 11,14 s    | 10      | 11,04 s            | 7                  | 11,01 s            | 6                  |
| Kelly-Ann Baptiste                                                  | 100 m        | 11,21 s    | 16      | 11,07 s            | 8                  | 11,09 s            | 8                  |
| Khalifa St. Fort                                                    | 100 m        | 11,44 s    | 31      | ausgeschieden      | ausgeschieden      | ausgeschieden      | ausgeschieden      |
| Michelle-Lee Ahye                                                   | 200 m        | DNS        | DNS     | –––                | –––                | –––                | –––                |
| Kayelle Clarke                                                      | 200 m        | 23,75 s    | 35      | nicht qualifiziert | nicht qualifiziert | nicht qualifiziert | nicht qualifiziert |
| Semoy Hackett                                                       | 200 m        | 23,50 s    | 26      | 23,54 s            | 23                 | nicht qualifiziert | nicht qualifiziert |
| Dominique Williams                                                  | 400 m        | 53,72 s    | 45      | nicht qualifiziert | nicht qualifiziert | nicht qualifiziert | nicht qualifiziert |
| Deborah John                                                        | 100 m Hürden | DNF        | DNF     | –––                | –––                | –––                | –––                |
| Sparkle McKnight                                                    | 400 m Hürden | 55,46 s SB | 11      | 56,59 s            | 19                 | nicht qualifiziert | nicht qualifiziert |
| Semoy Hackett Michelle-Lee Ahye Khalifa St. Fort Kelly-Ann Baptiste | 4 × 100 m    | 42,91 s SB | 8       |                    |                    | 42,62 s SB         | 6                  |

### Männer

#### Laufdisziplinen
| Athlet                                                                  | Disziplin    | Vorlauf        | Vorlauf | Halbfinale         | Halbfinale         | Finale             | Finale             |
| Athlet                                                                  | Disziplin    | Zeit           | Platz   | Zeit               | Platz              | Zeit               | Platz              |
| ----------------------------------------------------------------------- | ------------ | -------------- | ------- | ------------------ | ------------------ | ------------------ | ------------------ |
| Keston Bledman                                                          | 100 m        | 10,26 s        | 29      | nicht qualifiziert | nicht qualifiziert | nicht qualifiziert | nicht qualifiziert |
| Emmanuel Callender                                                      | 100 m        | 10,25 s        | 27      | nicht qualifiziert | nicht qualifiziert | nicht qualifiziert | nicht qualifiziert |
| Kyle Greaux                                                             | 200 m        | 20,48 s        | 16      | 20,48 s            | 19                 | nicht qualifiziert | nicht qualifiziert |
| Jereem Richards                                                         | 200 m        | 20,05 s        | 1       | 20,14 s            | 2                  | 20,11 s            | Bronze             |
| Machel Cedenio                                                          | 400 m        | 45,77 s        | 27      | 45,91 s            | 21                 | nicht qualifiziert | nicht qualifiziert |
| Lalonde Gordon                                                          | 400 m        | 45,02 s SB     | 9       | 45,20 s            | 15                 | nicht qualifiziert | nicht qualifiziert |
| Renny Quow                                                              | 400 m        | 45,95 s        | 32      | nicht qualifiziert | nicht qualifiziert | nicht qualifiziert | nicht qualifiziert |
| Mikel Thomas                                                            | 110 m Hürden | 13,98 s        | 37      | nicht qualifiziert | nicht qualifiziert | nicht qualifiziert | nicht qualifiziert |
| Ruebin Walters                                                          | 110 m Hürden | 13,63 s        | 30      | nicht qualifiziert | nicht qualifiziert | nicht qualifiziert | nicht qualifiziert |
| Keston Bledman Kyle Greaux Moriba Morain Emmanuel Callender             | 4 × 100 m    | 38,61 s SB     | 9       |                    |                    | nicht qualifiziert | nicht qualifiziert |
| Jarrin Solomon Jereem Richards Machel Cedenio Lalonde Gordon Renny Quow | 4 × 400 m    | 2:59,35 min SB | 2       |                    |                    | 2:58,12 min WL NR  | Gold               |

#### Sprung/Wurf
| Athlet          | Disziplin | Qualifikation | Qualifikation | Finale     | Finale |
| Athlet          | Disziplin | Weite/Höhe    | Platz         | Weite/Höhe | Platz  |
| --------------- | --------- | ------------- | ------------- | ---------- | ------ |
| Keshorn Walcott | Speerwurf | 86,01 m       | 3             | 84,48 m    | 7      |